# 靈界少年偵查組
靈異少年偵查組，是由衛武營國家藝術文化中心和高雄春天藝術節合作製作的歌仔戲作品。2017年7月8日和2017年7月9日於大東文化藝術中心開演。演員及樂師皆在2016年11月中的少年歌子培育展演計畫中接受為期6個月的訓練，平均年齡為20歲，最小年紀為10歲。

## 作品內容
劇情描述靈界警察學員的風雲人物靖凌飛和龍天佑，兩人的武藝不分上下，但個性卻相當的不融洽，在比武大賽中兩人一起解救了被闇影使者追殺的劇團少女程筱芸，卻也因此捲入了黑暗勢力的威脅中。靖凌飛和龍天佑飛天遁地、穿梭靈界與人間，展開一場熱血的奇幻冒險。

## 場次
| 場次 | 日期         | 時間            | 地點             |
| ---- | ------------ | --------------- | ---------------- |
| 1    | 2017年7月8日 | 19時30分(UTC+8) | 大東文化藝術中心 |
| 2    | 2017年7月9日 | 14時30分(UTC+8) | 大東文化藝術中心 |

## 製作人員
- 導演：許栢昂[2][3]
- 編劇：劉建幗、廖珮宇[1]
- 音樂指導：周以謙[2]
- 藝術指導：殷冠群[2]
- 燈光設計: 郭建豪[2]

## 外部連結
- 衛武營國家藝術文化中心  官方網站 （页面存档备份，存于）
- 高雄春天藝術節  官方網站 （页面存档备份，存于）